# 26945 Sushko
26945 Sushko este un asteroid din centura principală de asteroizi.

## Descriere
26945 Sushko este un asteroid din centura principală de asteroizi. A fost descoperit pe 6 aprilie 1997 la Socorro, New Mexico, în cadrul proiectului LINEAR. Asteroidul prezintă o orbită caracterizată de o semiaxă mare de 2,35 ua, o excentricitate de 0,22 și o înclinație de 6,2° în raport cu ecliptica.